# 2000年代のSF映画の一覧
2000年代のSF映画の一覧（にせんねんだいのエスエフえいがのいちらん）。

## 一覧

### 2000年
| 邦題 原題 英題                                      | 監督                                   | キャスト                                                                       | 制作国                        | サブジャンル・備考 |
| --------------------------------------------------- | -------------------------------------- | ------------------------------------------------------------------------------ | ----------------------------- | --- |
| シックス・デイ The 6th Day                          | ロジャー・スポティスウッド             | アーノルド・シュワルツェネッガー、トニー・ゴールドウィン、マイケル・ラパポート | アメリカ合衆国の旗            | |
| バトルフィールド・アース Battlefield Earth          | ロジャー・クリスチャン                 | ジョン・トラボルタ、バリー・ペッパー、フォレスト・ウィテカー                   | アメリカ合衆国の旗            | 第21回ゴールデンラズベリー賞 最低作品賞、最低主演男優賞、最低スクリーンカップル賞、最低助演男優賞、最低助演女優賞、最低監督賞、最低脚本賞を受賞。2004年には、ラジー賞創設25年を記念した賞歴代最低ドラマ作品賞を受賞。2009年には、2000年代最低作品賞を受賞。 |
| ザ・セル The Cell                                   | ターセム・シン                         | ジェニファー・ロペス、ヴィンス・ヴォーン、ヴィンセント・ドノフリオ             | アメリカ合衆国の旗            | |
| エスカフローネ Escaflowne                           | 赤根和樹                               |                                                                                | 日本の旗 · アメリカ合衆国の旗 | アニメーション映画 |
| オーロラの彼方へ Frequency                          | グレゴリー・ホブリット                 | ジェームズ・カヴィーゼル、デニス・クエイド、アンドレ・ブラウワー               | アメリカ合衆国の旗            | |
| ゴジラ×メガギラス G消滅作戦 Godzilla vs. Megaguirus | 手塚昌明                               | 田中美里, 谷原章介, 伊武雅刀                                                   | 日本の旗                      | |
| ハッピー・アクシデント Happy Accidents              | ブラッド・アンダーソン                 | マリサ・トメイ、ヴィンセント・ドノフリオ                                       | アメリカ合衆国の旗            | |
| インビジブル Hollow Man                             | ポール・バーホーベン                   | ケビン・ベーコン、エリザベス・シュー、ジョシュ・ブローリン                     | アメリカ合衆国の旗            | |
| I.K.U.                                              | シュー・リー・チェン                   | 時任歩                                                                         | 日本の旗                      | |
| 光の旅人 K-PAX K-PAX                                | イアン・ソフトリー                     | ケヴィン・スペイシー、ジェフ・ブリッジス、メアリー・マコーマック               | アメリカ合衆国の旗            | |
| The Last Man                                        | ハリー・ラルストン                     | デヴィッド・アーノット、ジェリ・ライアン、ダン・モンゴメリー                   | アメリカ合衆国の旗            | |
| ミッション・トゥ・マーズ Mission to Mars            | ブライアン・デ・パルマ                 | ゲイリー・シニーズ、ティム・ロビンス、ドン・チードル                           | アメリカ合衆国の旗            | |
| ピッチブラック Pitch Black                          | デヴィッド・トゥーヒー                 | ヴィン・ディーゼル、コール・ハウザー                                           | アメリカ合衆国の旗            | |
| Possible Worlds                                     | ロバート・ルパージュ                   | ティルダ・スウィントン、トム・マッカムス、ショーン・マッカーン                 | カナダの旗                    | |
| レッドプラネット Red Planet                         | アンソニー・ホフマン                   | ヴァル・キルマー、キャリー＝アン・モス、トム・サイズモア                       | アメリカ合衆国の旗            | |
| スーパーノヴァ Supernova                            | トーマス・リー                         | ジェームズ・スペイダー、アンジェラ・バセット、ロバート・フォスター             | アメリカ合衆国の旗            | |
| タイタンA.E. Titan A.E.                             | ドン・ブルース、ゲイリー・ゴールドマン | マット・デイモン、ドリュー・バリモア                                           | アメリカ合衆国の旗            | アニメ映画 |
| 2999年異性への旅 What Planet Are You From?          | マイク・ニコルズ                       | ギャリー・シャンドリング、アネット・ベニング、グレッグ・キニア                 | アメリカ合衆国の旗            | |
| X-メン X-Men                                        | ブライアン・シンガー                   | ヒュー・ジャックマン、パトリック・スチュワート、イアン・マッケラン             | アメリカ合衆国の旗            | サターン賞SF作品賞受賞 |

### 2001年
| 邦題 原題 英題                                                                                              | 監督                                     | キャスト                                                                         | 制作国                    | サブジャンル・備考                               |
| --- | ---------------------------------------- | -------------------------------------------------------------------------------- | ------------------------- | ------------------------------------------------ |
| サベイランス -監視- Antitrust                                                                               | ピーター・ハウイット                     | ライアン・フィリップ                                                             | アメリカ合衆国の旗        |                                                  |
| A.I. A.I.: Artificial Intelligence                                                                          | スティーヴン・スピルバーグ               | ハーレイ・ジョエル・オスメント、ジュード・ロウ、フランシス・オコナー             | アメリカ合衆国の旗        | サターン賞SF作品賞受賞                           |
| アトランティス 失われた帝国 Atlantis: The Lost Empire                                                       | ゲイリー・トルースデール、カーク・ワイズ |                                                                                  | アメリカ合衆国の旗        | アニメ映画                                       |
| アヴァロン Avalon                                                                                           | 押井守                                   | マウゴジャータ・フォレムニャック、ヴァディスワフ・コヴァルスキ、イエジ・グデイコ | 日本の旗 · ポーランドの旗 |                                                  |
| 拳神 KENSHIN 拳神 The Avenging Fist                                                                         | アンドリュー・ラウ、コリー・ユン         | ワン・リーホン、スティーヴン・フォン                                             | 香港の旗                  |                                                  |
| The American Astronaut                                                                                      | Cory McAbee                              | ロッコ・シスト、アニー・ゴールデン                                               | アメリカ合衆国の旗        |                                                  |
| ELECTRIC DRAGON 80000V Electric Dragon 80.000 V                                                             | 石井聰亙                                 | 永瀬正敏                                                                         | 日本の旗                  |                                                  |
| エボリューション Evolution                                                                                  | アイヴァン・ライトマン                   | デイヴィッド・ドゥカヴニー、ジュリアン・ムーア、ショーン・ウィリアム・スコット   | アメリカ合衆国の旗        |                                                  |
| ファイナル・ハザード Final                                                                                  | キャンベル・スコット                     | デニス・リアリー、ホープ・デイヴィス、マリン・ヒンクル                           | アメリカ合衆国の旗        |                                                  |
| ファイナルファンタジー Final Fantasy: The Spirits Within                                                    | 坂口博信、榊原幹典                       |                                                                                  | アメリカ合衆国の旗        | アニメ映画                                       |
| ゴースト・オブ・マーズ Ghosts of Mars                                                                       | ジョン・カーペンター                     | アイス・キューブ、ナターシャ・ヘンストリッジ。ジェイソン・ステイサム             | アメリカ合衆国の旗        |                                                  |
| ゴジラ・モスラ・キングギドラ 大怪獣総攻撃 Godzilla, Mothra and King Ghidorah: Giant Monsters All-Out Attack | 金子修介                                 |                                                                                  | 日本の旗                  |                                                  |
| Hey, Happy!                                                                                                 | ノーム・ゴニック                         | Jérémie Yuen、Craig Aftanis                                                      | カナダの旗                |                                                  |
| 魔界覇王 How to Make a Monster                                                                              | ジョージ・ハング                         | クレア・デュヴァル、スティーヴン・カルプ、タイラー・メイン                       | アメリカ合衆国の旗        | テレビ映画                                       |
| クローン Impostor                                                                                           | ゲイリー・フレダー                       | ゲイリー・シニーズ、マデリーン・ストー、ヴィンセント・ドノフリオ                 | アメリカ合衆国の旗        |                                                  |
| ジュラシック・パークIII Jurassic Park III                                                                   | ジョー・ジョンストン                     | サム・ニール、ウィリアム・H・メイシー、ティア・レオーニ                          | アメリカ合衆国の旗        |                                                  |
| メトロポリス Metropolis                                                                                     | りんたろう                               |                                                                                  | 日本の旗                  | アニメ映画                                       |
| マインドストーム Mind Storm                                                                                 | リチャード・ペピン                       | アントニオ・サバト・Jr、エマニュエル・ヴォージア、エリック・ロバーツ             | アメリカ合衆国の旗        |                                                  |
| 蝶 나비 Nabi                                                                                                | Moon Seung-wook                          | キム・ホジュン、カン・ヘジョン、Jang Hyun-sung                                   | 大韓民国の旗              |                                                  |
| ザ・ワン The One                                                                                            | ジェームズ・ウォン                       | ジェット・リー、カーラ・グギノ、デルロイ・リンドー                               | アメリカ合衆国の旗        |                                                  |
| PLANET OF THE APES/猿の惑星 Planet of the Apes                                                              | ティム・バートン                         | マーク・ウォールバーグ、ティム・ロス、ヘレナ・ボナム＝カーター                   | アメリカ合衆国の旗        | ゴールデンラズベリー賞最低リメイク賞受賞         |
| レプリカント Replicant                                                                                      | リンゴ・ラム                             | ジャン＝クロード・ヴァン・ダム、マイケル・ルーカー                               | アメリカ合衆国の旗        |                                                  |
| The Strange Case of Señor Computer                                                                          | トム・ソーヤー                           | リック・ツィグラー、グラディス・ハンス                                           | アメリカ合衆国の旗        |                                                  |
| バニラ・スカイ Vanilla Sky                                                                                  | キャメロン・クロウ                       | トム・クルーズ、ペネロペ・クルス、キャメロン・ディアス                           | アメリカ合衆国の旗        | スペイン映画『オープン・ユア・アイズ』のリメイク |

### 2002年
| 邦題 原題 英題                                                                         | 監督                                      | キャスト                                                               | 制作国                  | サブジャンル・備考                                                    |
| -------------------------------------------------------------------------------------- | ----------------------------------------- | ---------------------------------------------------------------------- | ----------------------- | --------------------------------------------------------------------- |
| 28日後... 28 Days Later                                                                | ダニー・ボイル                            | キリアン・マーフィ、ナオミ・ハリス、ブレンダン・グリーソン             | イギリスの旗            |                                                                       |
| プルート・ナッシュ The Adventures of Pluto Nash                                        | ロン・アンダーウッド                      | エディ・マーフィ、ランディ・クエイド、ロザリオ・ドーソン               | アメリカ合衆国の旗      |                                                                       |
| タイムマイン Clockstoppers                                                             | ジョナサン・フレイクス                    | ジェシー・ブラッドフォード、フレンチ・スチュワート                     | アメリカ合衆国の旗      |                                                                       |
| 劇場版カウボーイ・ビバップ 天国への扉 Cowboy Bebop: The Movie                          | 渡辺信一郎、武井良幸                      |                                                                        | 日本の旗                | アニメ映画                                                            |
| キューブ2 Cube 2: Hypercube                                                            | アンジェイ・セクラ                        | カリ・マチェット、ジェラント・ウィン・デイヴィス、グレース・リン・カン | アメリカ合衆国の旗      |                                                                       |
| カンパニー・マン Cypher                                                                | ヴィンチェンゾ・ナタリ                    | ジェレミー・ノーサム、ルーシー・リュー                                 | アメリカ合衆国の旗      |                                                                       |
| DEAD OR ALIVE FINAL Dead or Alive:Final                                                | 三池崇史                                  | 哀川翔、竹内力                                                         | 日本の旗                |                                                                       |
| スパイダー パニック! Eight Legged Freaks                                               | エロリー・エルカイェム                    | デヴィッド・アークエット、カリ・ウーラー、スコット・テラ               | アメリカ合衆国の旗      |                                                                       |
| リベリオン Equilibrium                                                                 | カート・ウィマー                          | クリスチャン・ベール、エミリー・ワトソン、テイ・ディグス               | アメリカ合衆国の旗      |                                                                       |
| ゴジラ×メカゴジラ Godzilla Against Mechagodzilla                                       | 手塚昌明                                  | 釈由美子、小野寺華那、宅麻伸                                           | 日本の旗                |                                                                       |
| Happy Here and Now                                                                     | マイケル・アルメレイダ                    | カール・ギアリー、シャロム・ハーロウ、クラレンス・ウィリアムズ3世      | アメリカ合衆国の旗      |                                                                       |
| ジェイソンX Jason X                                                                    | ジェームズ・アイザック                    | ケイン・ホッダー、レクサ・ドイグ, リサ・ライダー                       | アメリカ合衆国の旗      |                                                                       |
| メン・イン・ブラック2 Men in Black II                                                  | バリー・ソネンフェルド                    | トミー・リー・ジョーンズ、ウィル・スミス                               | アメリカ合衆国の旗      |                                                                       |
| マイノリティ・リポート Minority Report                                                 | スティーヴン・スピルバーグ                | トム・クルーズ、コリン・ファレル、サマンサ・モートン                   | アメリカ合衆国の旗      | サターン賞SF作品賞受賞                                                |
| ジェラティノス Project Viper                                                           | ジェイ・アンドリュース                    | テレサ・ラッセル、パトリック・マルドゥーン、ティム・トーマス           | アメリカ合衆国の旗      |                                                                       |
| サラマンダー Reign of Fire                                                             | ロブ・ボウマン                            | クリスチャン・ベール、マシュー・マコノヒー、イザベラ・スコルプコ       | アメリカ合衆国の旗      |                                                                       |
| バイオハザード Resident Evil                                                           | ポール・W・S・アンダーソン                | ミラ・ジョヴォヴィッチ、ミシェル・ロドリゲス、エリック・メビウス       | アメリカ合衆国の旗      |                                                                       |
| リザレクション 성냥팔이 소녀의 재림 Resurrection of the Little Match Girl              | チャン・ソヌ                              | イム・ウンギョン、キム・ヒョンソン                                     | 大韓民国の旗            |                                                                       |
| リターナー Returner                                                                    | 山崎貴                                    | 金城武、鈴木杏、樹木希林                                               | 日本の旗                |                                                                       |
| ローラーボール Rollerball                                                              | ジョン・マクティアナン                    | クリス・クライン、ジャン・レノ、LL・クール・J                          | アメリカ合衆国の旗      |                                                                       |
| シモーヌ S1m0ne                                                                        | アンドリュー・ニコル                      | アル・パチーノ、キャサリン・キーナー、プルイット・テイラー・ヴィンス   | アメリカ合衆国の旗      |                                                                       |
| サイン Signs                                                                           | M・ナイト・シャマラン                     | メル・ギブソン、ホアキン・フェニックス、チェリー・ジョーンズ           | アメリカ合衆国の旗      |                                                                       |
| クローサー 夕陽天使 So Close                                                           | コリー・ユン                              | スー・チー、ヴィッキー・チャオ、カレン・モク                           | イギリスの旗 · 香港の旗 |                                                                       |
| ソラリス Solaris                                                                       | スティーヴン・ソダーバーグ                | ジョージ・クルーニー、ナターシャ・マケルホーン、ジェレミー・デイヴィス | アメリカ合衆国の旗      |                                                                       |
| スパイダーマン Spider-Man                                                              | サム・ライミ                              | トビー・マグワイア, ウィレム・デフォー, キルスティン・ダンスト         | アメリカ合衆国の旗      | サターン賞音楽賞, 2002年度米国興行収入第1位                           |
| ネメシス/S.T.X Star Trek Nemesis                                                       | スチュアート・ベアード                    | パトリック・スチュワート、ブレント・スパイナー、レヴァー・バートン     | アメリカ合衆国の旗      |                                                                       |
| スター・ウォーズ エピソード2/クローンの攻撃 Star Wars Episode II: Attack of the Clones | ジョージ・ルーカス                        | ユアン・マクレガー、ナタリー・ポートマン、ヘイデン・クリステンセン     | アメリカ合衆国の旗      | サターン賞 衣装賞, 特殊効果賞, ラジー賞最低脚本賞, 最低助演男優賞受賞 |
| TAMALA2010 a punk cat in space Tamala 2010: A Punk Cat In Space                        | t. o. L.                                  |                                                                        | 日本の旗                | アニメ映画                                                            |
| Teknolust                                                                              | リン・ハーシュマン＝リーソン              | ティルダ・スウィントン、ジェレミー・デイビス、ジェームズ・アーバニアク | アメリカ合衆国の旗      |                                                                       |
| トレジャー・プラネット Treasure Planet                                                 | ロン・クレメンツ、ジョン・マスカー        |                                                                        | アメリカ合衆国の旗      | アニメ映画                                                            |
| タイムマシン The Time Machine                                                          | サイモン・ウェルズ ゴア・ヴァービンスキー | ガイ・ピアース、サマンサ・マンバ、マーク・アディ                       | アメリカ合衆国の旗      |                                                                       |
| タイムクエスト Timequest                                                               | ロバート・ダイク                          | ヴィクター・スレザック、カプリス・ベネディッティ                       | アメリカ合衆国の旗      |                                                                       |

### 2003年
| 邦題 原題 英題                                                           | 監督                                           | キャスト                                                             | 制作国                              | サブジャンル・備考                                     |
| ------------------------------------------------------------------------ | ---------------------------------------------- | -------------------------------------------------------------------- | ----------------------------------- | ------------------------------------------------------ |
| アライバル ファイナル・コンタクト Alien Hunter                           | ロン・クラウス                                 | ジェームズ・スペイダー、カール・ルイス、ジョン・リンチ               | アメリカ合衆国の旗                  | テレビ映画                                             |
| CODE46 Code 46                                                           | マイケル・ウィンターボトム                     | ティム・ロビンス、サマンサ・モートン、ジャンヌ・バリバール           | イギリスの旗                        |                                                        |
| ザ・コア The Core                                                        | ジョン・アミエル                               | アーロン・エッカート、ヒラリー・スワンク、デルロイ・リンドー         | アメリカ合衆国の旗                  |                                                        |
| デスランド Deathlands: Homeward Bound                                    | ジョシュア・バトラー                           | ヴィンセント・スパーノ                                               | アメリカ合衆国の旗                  | テレビ映画                                             |
| ドリームキャッチャー Dreamcatcher                                        | ローレンス・カスダン                           | モーガン・フリーマン、トーマス・ジェーン、ジェイソン・リー           | アメリカ合衆国の旗                  |                                                        |
| ゴジラ×モスラ×メカゴジラ 東京SOS Godzilla: Tokyo SOS                     | 手塚昌明                                       | 金子昇、吉岡美穂、虎牙光揮                                           | 日本の旗                            |                                                        |
| 惑星「犬」。 Good Boy!                                                   | ジョン・ホフマン                               | モリー・シャノン、リアム・エイケン、ケヴィン・ニーロン               | アメリカ合衆国の旗                  |                                                        |
| ハルク Hulk                                                              | アン・リー                                     | エリック・バナ、ジェニファー・コネリー、サム・エリオット             | アメリカ合衆国の旗                  | マーベル・コミックの同名のキャラクターを題材とした映画 |
| インターステラ5555 Interstella 5555: The 5tory of the 5ecret 5tar 5ystem | 竹之内和久                                     |                                                                      | フランスの旗 · 日本の旗             | アニメ映画                                             |
| アンビリーバブル It's All About Love                                     | トマス・ヴィンターベア                         | ホアキン・フェニックス、クレア・デインズ、ショーン・ペン             | アメリカ合衆国の旗 · デンマークの旗 |                                                        |
| Koi Mil Gaya                                                             | ラケシュ・ロシャン                             | リティック・ローシャン、プリーティ・ジンタ、レーカ                   | インドの旗                          | ヒンディー映画                                         |
| ロスト・メモリーズ 2009 로스트 메모리즈 2009: Lost Memories              | イ・シミョン                                   | 仲村トオル、チャン・ドンゴン、光石研                                 | 大韓民国の旗                        | 大鐘賞助演男優賞受賞                                   |
| マトリックス リローデッド The Matrix Reloaded                            | ウォシャウスキー兄弟                           | キアヌ・リーブス、キャリー＝アン・モス、ローレンス・フィッシュバーン | アメリカ合衆国の旗                  |                                                        |
| マトリックス レボリューションズ The Matrix Revolutions                   | ウォシャウスキー兄弟                           | キアヌ・リーブス、キャリー＝アン・モス、ローレンス・フィッシュバーン | アメリカ合衆国の旗                  |                                                        |
| ナチュラル・シティ Natural City                                          | ミン・ビョンチョン                             | ユ・ジテ、ユン・チャン、ソ・リン                                     | 大韓民国の旗                        |                                                        |
| ペイチェック 消された記憶 Paycheck                                       | ジョン・ウー                                   | ベン・アフレック、アーロン・エッカート、ユマ・サーマン               | アメリカ合衆国の旗                  | ラジー賞最低男優賞受賞                                 |
| サイレント・ワールド Post Impact                                         | クリストフ・シュラーエ                         | ディーン・ケイン                                                     | アメリカ合衆国の旗                  |                                                        |
| ロボットストーリーズ Robot Stories                                       | グレッグ・パク                                 | タムリン・トミタ、ジェームズ・サイトウ、Wai Ching Ho                 | アメリカ合衆国の旗                  |                                                        |
| ターミネーター3 Terminator 3: Rise of the Machines                       | ジョナサン・モストウ                           | アーノルド・シュワルツェネッガー、ニック・スタール、クレア・デインズ | アメリカ合衆国の旗                  |                                                        |
| タイムライン Timeline                                                    | リチャード・ドナー                             | ポール・ウォーカー、フランシス・オコナー、ジェラルド・バトラー       | アメリカ合衆国の旗                  |                                                        |
| アンデッド Undead                                                        | マイケル・スピエリッグ、ピーター・スピエリッグ | フェリシティ・メイソン、ムンゴ・マッケイ、ロブ・ジェンキンス         | オーストラリアの旗                  |                                                        |
| ワンダフルデイズ 원더풀 데이즈 Wonderful Days                            | パク・スンミン、キム・ムンセン                 |                                                                      | 大韓民国の旗                        | アニメ映画                                             |
| WXIII 機動警察パトレイバー WXIII: Patlabor the Movie 3                   |                                                |                                                                      | 日本の旗                            | アニメ映画                                             |
| X-MEN2 X2                                                                | ブライアン・シンガー                           | パトリック・スチュワート、ヒュー・ジャックマン、イアン・マッケラン   | アメリカ合衆国の旗                  | サターン賞SF作品賞受賞                                 |

### 2004年
| 邦題 原題 英題                                                                    | 監督                                    | キャスト                                                                             | 制作国                                                      | サブジャンル・備考                                    |
| --------------------------------------------------------------------------------- | --------------------------------------- | ------------------------------------------------------------------------------------ | ----------------------------------------------------------- | ----------------------------------------------------- |
| 2046                                                                              | ウォン・カーウァイ                      | トニー・レオン、コン・リー、木村拓哉                                                 | 中華人民共和国の旗 · イタリアの旗 · フランスの旗 · 香港の旗 |                                                       |
| アフター・ジ・アポカリプス/After the Apocalypse After the Apocalypse              | 那賀島康晃                              |                                                                                      | 日本の旗                                                    |                                                       |
| エイリアンVSプレデター Alien vs. Predator                                         | ポール・W・S・アンダーソン              | サナ・レイサン、ラウル・ボヴァ、ランス・ヘンリクセン                                 | アメリカ合衆国の旗                                          |                                                       |
| APPLESEED Appleseed                                                               | 荒牧伸志                                |                                                                                      | 日本の旗                                                    | アニメ映画                                            |
| バタフライ・エフェクト The Butterfly Effect                                       | エリック・ブレス、J・マッキー・グラバー | アシュトン・カッチャー、エイミー・スマート                                           | アメリカ合衆国の旗                                          |                                                       |
| CASSHERN Casshern                                                                 | 紀里谷和明                              | 伊勢谷友介、麻生久美子、唐沢寿明                                                     | 日本の旗                                                    |                                                       |
| リディック The Chronicles of Riddick                                              | デヴィッド・トゥーヒー                  | ヴィン・ディーゼル、コルム・フィオール、タンディ・ニュートン                         | アメリカ合衆国の旗                                          |                                                       |
| デイ・アフター・トゥモロー The Day After Tomorrow                                 | ローランド・エメリッヒ                  | デニス・クエイド、ジェイク・ギレンホール、イアン・ホルム                             | アメリカ合衆国の旗                                          |                                                       |
| スピーシーズX 美しき寄生獣 Decoys                                                 | マシュー・ヘイスティングス              | ミーガン・オリー、キム・ポイリアー、エニス・エスマー                                 | カナダの旗                                                  |                                                       |
| エターナル・サンシャイン Eternal Sunshine of the Spotless Mind                    | ミシェル・ゴンドリー                    | ジム・キャリー、ケイト・ウィンスレット                                               | アメリカ合衆国の旗                                          | アカデミー脚本賞、サターン賞SF作品賞受賞              |
| FAQ: Frequently Asked Questions                                                   | Carlos Atanes                           | Xavier Tort、Anne Celine Auche                                                       | スペインの旗                                                |                                                       |
| ファイナル・カット The Final Cut                                                  | オマー・ナイーム                        | ロビン・ウィリアムズ、ミラ・ソルヴィノ、ジェームズ・カヴィーゼル                     | アメリカ合衆国の旗                                          |                                                       |
| ゴジラ FINAL WARS Godzilla: Final Wars                                            | 北村龍平                                | 松岡昌宏、菊川怜                                                                     | 日本の旗                                                    |                                                       |
| アイ,ロボット I, Robot                                                            | アレックス・プロヤス                    | ウィル・スミス、ブリジット・モイナハン、アラン・テュディック                         | アメリカ合衆国の旗                                          |                                                       |
| ゴッド・ディーバ Immortel (ad vitam)                                              | エンキ・ビラル                          | シャーロット・ランプリング、トーマス・クレッチマン、リンダ・アルディ                 | イタリアの旗 · イギリスの旗 · フランスの旗                  |                                                       |
| イノセンス Innocence: Ghost in the Shell                                          | 押井守                                  |                                                                                      | 日本の旗                                                    | アニメ映画                                            |
| ナイト・ウォッチ Ночной Дозор Night Watch                                         | ティムール・ベクマンベトフ              | コンスタンチン・ハベンスキー、ウラジミール・メニショフ、ヴィクトル・ヴェルズビツキー | ロシアの旗                                                  |                                                       |
| プライマー Primer                                                                 | シェーン・カルース                      | シェーン・カルース、デヴィッド・サリバン                                             | アメリカ合衆国の旗                                          | サンダンス映画祭グランプリ, Alfred P. Sloan Prize受賞 |
| バイオハザードII アポカリプス Resident Evil: Apocalypse                           | アレキサンダー・フィット                | ミラ・ジョヴォヴィッチ、シエンナ・ギロリー、オデッド・フェール                       | アメリカ合衆国の旗                                          |                                                       |
| スカイキャプテン ワールド・オブ・トゥモロー Sky Captain and the World of Tomorrow | ケリー・コンラン                        | グウィネス・パルトロー、ジュード・ロウ、アンジェリーナ・ジョリー                     | アメリカ合衆国の旗                                          |                                                       |
| スパイダーマン2 Spider-Man 2                                                      | サム・ライミ                            | トビー・マグワイア、キルスティン・ダンスト、ジェームズ・フランコ                     | アメリカ合衆国の旗                                          |                                                       |
| ステップフォード・ワイフ The Stepford Wives                                       | フランク・オズ                          | ニコール・キッドマン、マシュー・ブロデリック、ベット・ミドラー                       | アメリカ合衆国の旗                                          | 1975年の『ステップフォードの妻たち』のリメイク。      |
| サンダーバード Thunderbirds                                                       | ジョナサン・フレイクス                  | ビル・パクストン、アンソニー・エドワーズ、ソフィア・マイルズ                         | アメリカ合衆国の旗                                          | 『サンダーバード (テレビ番組)』の実写映画化           |

### 2005年
| 邦題 原題 英題                                                                     | 監督                                     | キャスト                                                                                                 | 制作国                                                      | サブジャンル・備考                                     |
| ---------------------------------------------------------------------------------- | ---------------------------------------- | --- | ----------------------------------------------------------- | ------------------------------------------------------ |
| サウンド・オブ・サンダー A Sound of Thunder                                        | ピーター・ハイアムズ                     | エドワード・バーンズ、キャサリン・マコーマック、ベン・キングズレー                                       | アメリカ合衆国の旗                                          |                                                        |
| イーオン・フラックス Æon Flux                                                      | カリン・クサマ                           | シャーリーズ・セロン、マートン・チョーカシュ、ジョニー・リー・ミラー                                     | アメリカ合衆国の旗                                          |                                                        |
| エイリアン シンドローム Alien Abduction                                            | エリック・フォースバーグ                 | メーガン・リー・エシャリッジ、グリフ・ファースティン、マリッサ・モース                                   | アメリカ合衆国の旗                                          |                                                        |
| 地獄の変異 The Cave                                                                | ブルース・ハント                         | コール・ハウザー、モリス・チェスナット、エディ・シブリアン                                               | アメリカ合衆国の旗                                          |                                                        |
| DOOM Doom                                                                          | アンジェイ・バートコウィアク             | カール・アーバン、ロザムンド・パイク、ラズ・アドティ                                                     | チェコの旗 · ドイツの旗 · イギリスの旗 · アメリカ合衆国の旗 |                                                        |
| ファンタスティック・フォー ［超能力ユニット］ Fantastic Four                       | ティム・ストーリー                       | ヨアン・グリフィズ、ジェシカ・アルバ、クリス・エヴァンス、マイケル・チクリス                             | アメリカ合衆国の旗                                          |                                                        |
| ファイナルファンタジーVII アドベントチルドレン Final Fantasy VII Advent Children   | 野村哲也、野末武志                       | | 日本の旗                                                    | アニメ映画                                             |
| The Girl From Monday                                                               | ハル・ハートリー                         | ビル・セイジ、サブリナ・ロイド、タチアナ・アブラコス                                                     | アメリカ合衆国の旗                                          |                                                        |
| ザ・カウントダウン 地球大戦争 H.G. Wells' The War of the Worlds                    | ティモシー・ハインズ                     | アンソニー・ピアナ、ジャック・クレイ                                                                     | アメリカ合衆国の旗                                          |                                                        |
| 銀河ヒッチハイク・ガイド The Hitchhiker's Guide to the Galaxy                      | ガース・ジェニングス                     | マーティン・フリーマン、モス・デフ、サム・ロックウェル                                                   | アメリカ合衆国の旗 · イギリスの旗                           |                                                        |
| アイランド The Island                                                              | マイケル・ベイ                           | ユアン・マクレガー、スカーレット・ヨハンソン、ショーン・ビーン                                           | アメリカ合衆国の旗                                          |                                                        |
| Man with the Screaming Brain                                                       | ブルース・キャンベル                     | ブルース・キャンベル、テッド・ライミ                                                                     | アメリカ合衆国の旗                                          |                                                        |
| Meatball Machine -ミートボール・マシン- Meatball Machine                           | 山口雄大、山本淳一                       | 高橋一生、河井青葉                                                                                       | 日本の旗                                                    |                                                        |
| Planetfall                                                                         | Michael J. Heagle                        | ジョナサン・アダムス、レイチェル・アダムス                                                               | アメリカ合衆国の旗                                          |                                                        |
| アンドロイド Puzzlehead                                                            | ジェームズ・バイ                         | スティーヴン・ガレイダ、ロビー・シャピロ                                                                 | アメリカ合衆国の旗                                          |                                                        |
| ロボッツ Robots                                                                    | クリス・ウェッジ、カルロス・サルダーニャ | | アメリカ合衆国の旗                                          | アニメ映画                                             |
| セレニティー Serenity                                                              | ジョス・ウィードン                       | ネイサン・フィリオン、ジーナ・トレス、アラン・テュディック                                               | アメリカ合衆国の旗                                          | サターン賞助演女優賞、ネビュラ賞ベスト脚本部門受賞     |
| 10ミニッツ・アフター Slipstream                                                    | デヴィッド・ヴァン・エッセン             | ヴィニー・ジョーンズ、ショーン・アスティン                                                               | アメリカ合衆国の旗                                          |                                                        |
| スター・ウォーズ エピソード3/シスの復讐 Star Wars Episode III: Revenge of the Sith | ジョージ・ルーカス                       | ユアン・マクレガー、ヘイデン・クリステンセン、ナタリー・ポートマン、イアン・マクダーミド、フランク・オズ | アメリカ合衆国の旗                                          | ラジー賞最低助演男優賞、サターン賞SF作品賞・音楽賞受賞 |
| スチームボーイ Steamboy                                                            | 大友克洋                                 | | 日本の旗                                                    | アニメ映画                                             |
| サマータイムマシン・ブルース                                                       | 本広克行                                 | 瑛太,上野樹里,与座嘉秋                                                                                   | 日本の旗                                                    | 原作は劇団ヨーロッパ企画による同名の舞台劇。           |
| 宇宙戦争 War of the Worlds                                                         | スティーヴン・スピルバーグ               | トム・クルーズ、ダコタ・ファニング                                                                       | アメリカ合衆国の旗                                          |                                                        |
| The Wild Blue Yonder                                                               | ヴェルナー・ヘルツォーク                 | ブラッド・ドゥーリフ                                                                                     | デンマークの旗 · イギリスの旗 · フランスの旗 · ドイツの旗   |                                                        |
| ザスーラ Zathura: A Space Adventure                                                | ジョン・ファヴロー                       | ジョナ・ボボ、ジョシュ・ハッチャーソン、ダックス・シェパード                                             | アメリカ合衆国の旗                                          |                                                        |

### 2006年
| 邦題 原題 英題                                      | 監督                       | キャスト                                                                                         | 制作国                                           | サブジャンル・備考                                                                                      |
| --------------------------------------------------- | -------------------------- | ------------------------------------------------------------------------------------------------ | ------------------------------------------------ | --- |
| スキャナー・ダークリー A Scanner Darkly             | リチャード・リンクレイター | キアヌ・リーブス、ロバート・ダウニー・Jr、ウディ・ハレルソン                                     | アメリカ合衆国の旗                               | アニメ映画                                                                                              |
| Aachi & Ssipak                                      | Joe Bum-Jim                |                                                                                                  | 大韓民国の旗                                     | アニメ映画                                                                                              |
| 地球外生命体捕獲 Altered                            | エドゥアルド・サンチェス   | ポール・マッカーシー＝ボーイントン、ジェームズ・ギャモン、ブラッド・ウィリアム・ヘンケ           | アメリカ合衆国の旗                               | |
| Aziris nuna                                         | Oleg Kompasov              | アレクサンドル・フィリッペンコ                                                                   | ロシアの旗                                       | |
| トゥモロー・ワールド Children of Men                | アルフォンソ・キュアロン   | クライヴ・オーウェン、ジュリアン・ムーア、マイケル・ケイン                                       | アメリカ合衆国の旗                               | 英国アカデミー賞 撮影賞・脚本賞・編集賞・第63回ヴェネツィア国際映画祭オゼッラ賞・サターン賞SF作品賞受賞 |
| デイ・ウォッチ Day Watch                            | ティムール・ベクマンベトフ | コンスタンチン・ハベンスキー、マリア・ポロシナ、ウラジミール・メニショフ                         | ロシアの旗                                       | |
| デジャヴ Déjà Vu                                    | トニー・スコット           | デンゼル・ワシントン、ポーラ・パットン、ヴァル・キルマー                                         | アメリカ合衆国の旗                               | |
| ヒューマノイド Displaced                            | マーティン・ホランド       | マーク・ストランジ、マルコム・ハンキー、ステファニー・フェルド                                   | イギリスの旗                                     | |
| ファウンテン 永遠につづく愛 The Fountain            | ダーレン・アロノフスキー   | ヒュー・ジャックマン、レイチェル・ワイズ                                                         | アメリカ合衆国の旗                               | |
| 小さき勇者たち〜ガメラ〜 Gamera the Brave           | 田﨑竜太                   | 富岡涼、夏帆                                                                                     | 日本の旗                                         | |
| グエムル-漢江の怪物- 괴물 The Host                  | ポン・ジュノ               | ソン・ガンホ、ピョン・ヒボン、パク・ヘイル                                                       | 大韓民国の旗                                     | |
| 26世紀青年 Idiocracy                                | マイク・ジャッジ           | ルーク・ウィルソン、マーヤ・ルドルフ、ダックス・シェパード                                       | アメリカ合衆国の旗                               | |
| クリッシュ 仮面のヒーロー Krrish                    | ラケシュ・ローシャン       | リティック・ローシャン、プリヤンカー・チョープラー、ナシールッディーン・シャー、レーカー         | インドの旗                                       | ヒンディー語                                                                                            |
| パプリカ Paprika                                    | 今敏                       |                                                                                                  | 日本の旗                                         | アニメ映画                                                                                              |
| ルネッサンス Renaissance                            | クリスチャン・ヴォルクマン |                                                                                                  | ルクセンブルクの旗 · フランスの旗 · イギリスの旗 | アニメ映画                                                                                              |
| サウスランド・テイルズ Southland Tales              | リチャード・ケリー         | ドウェイン・ジョンソン、ジャスティン・ティンバーレイク、サラ・ミシェル・ゲラー、マンディ・ムーア | アメリカ合衆国の旗                               | |
| スリザー Slither                                    | ジェームズ・ガン           | ネイサン・フィリオン、エリザベス・バンクス、グレッグ・ヘンリー                                   | アメリカ合衆国の旗                               | サターン賞メイクアップ賞受賞                                                                            |
| スーパーマン リターンズ Superman Returns            | ブライアン・シンガー       | ブランドン・ラウス、ケイト・ボスワース、ジェームズ・マースデン                                   | アメリカ合衆国の旗                               | |
| 時をかける少女 The Girl Who Leapt Through Time      | 細田守                     |                                                                                                  | 日本の旗                                         | アニメ映画                                                                                              |
| ウルトラヴァイオレット Ultraviolet                  | カート・ウィマー           | ミラ・ジョヴォヴィッチ、キャメロン・ブライト                                                     | アメリカ合衆国の旗                               | |
| Vフォー・ヴェンデッタ V for Vendetta                | ジェームズ・マクティーグ   | ナタリー・ポートマン, ヒューゴ・ウィーヴィング                                                   | アメリカ合衆国の旗                               | ナタリー･ポートマンがサターン賞主演女優賞受賞                                                           |
| X-MEN:ファイナル ディシジョン X-Men: The Last Stand | ブレット・ラトナー         | ヒュー・ジャックマン、ハル・ベリー, イアン・マッケラケン                                         | アメリカ合衆国の旗                               | ファムケ・ヤンセンがサターン賞助演女優賞受賞                                                            |
| Zerophilia                                          | マーティン・カーランド     | テイラー・ハンドリー、ダスティン・シーヴィ                                                       | アメリカ合衆国の旗                               | |

### 2007年
| 邦題 原題 英題                                                                  | 監督                                     | キャスト                                                                     | 制作国                              | サブジャンル・備考                         |
| ------------------------------------------------------------------------------- | ---------------------------------------- | ---------------------------------------------------------------------------- | ----------------------------------- | ------------------------------------------ |
| 1, 2, 3, Whiteout                                                               | ジェイムズ・シュナイダー                 | ルー・カステル、カリン・アドローヴァー、Michaela Stella Bagnoli              | アメリカ合衆国の旗 · フランスの旗   |                                            |
| AVP2 エイリアンズVS.プレデター Aliens vs. Predator: Requiem                     | グレッグ・ストラウス、コリン・ストラウス | レイコ・エイルスワース、スティーヴン・パスクール、シャリーカ・エップス       | アメリカ合衆国の旗                  |                                            |
| EX MACHINA Appleseed Ex Machina                                                 | フランク・ヴェスティエル                 | クロヴィス・コルニアック,                                                    | フランスの旗                        |                                            |
| ファンタスティック・フォー:銀河の危機 Fantastic Four: Rise of the Silver Surfer | ティム・ストーリー                       | ヨアン・グリフィズ、ジェシカ・アルバ、クリス・エヴァンス、マイケル・チクリス | アメリカ合衆国の旗                  |                                            |
| Flatland The Film                                                               | Ladd Ehlinger Jr.                        | クリス・カーター、メーガン・コリーン                                         | アメリカ合衆国の旗                  |                                            |
| アイ・アム・レジェンド I Am Legend                                              | フランシス・ローレンス                   | ウィル・スミス、アリーシー・ブラガ、サリ・リチャードソン                     | アメリカ合衆国の旗                  | サターン賞主演男優賞受賞                   |
| Illegal Aliens                                                                  | デヴィッド・ジャンコラ                   | ジョーニー・ローラー、アンナ・ニコル・スミス、Dennis Lemoine                 | アメリカ合衆国の旗                  |                                            |
| インベージョン The Invasion                                                     | オリヴァー・ヒルシュビーゲル             | ニコール・キッドマン、ダニエル・クレイグ、ジェレミー・ノーサム               | アメリカ合衆国の旗                  | ジャック・フィニイの『盗まれた街』の映画化 |
| ルイスと未来泥棒 Meet the Robinsons                                             | スティーヴン・J・アンダーソン            |                                                                              | アメリカ合衆国の旗                  | アニメ映画                                 |
| メトロポリス2035 Nightmare City 2035                                            | テレンス・H・ウィンクレス                | マックスウェル・コールフィールド                                             | ブルガリアの旗 · アメリカ合衆国の旗 |                                            |
| バイオソルジャー Paragraf 78, Punkt 1                                           | ミハイル・フレバロードフ                 | ユーリ・クッシェンコ                                                         | ロシアの旗                          |                                            |
| バイオハザードIII Resident Evil: Extinction                                     | ラッセル・マルケイ                       | ミラ・ジョヴォヴィッチ、オデッド・フェール、アリ・ラーター                   | アメリカ合衆国の旗                  |                                            |
| スパイダーマン3 Spider-Man 3                                                    | サム・ライミ                             | トビー・マグワイア、キルスティン・ダンスト、ジェームズ・フランコ             | アメリカ合衆国の旗                  |                                            |
| サンシャイン 2057 Sunshine                                                      | ダニー・ボイル                           | キリアン・マーフィ、真田広之、クリス・エヴァンス                             | アメリカ合衆国の旗 · イギリスの旗   |                                            |
| タイム クライムス Los Cronocrímenes (Timecrimes)                                | ナチョ・ビガロンド                       | カラ・ エレハルデ、バルバラ・ゴエナガ、ナチョ・ビガロンド                    | スペインの旗                        |                                            |
| トランスフォーマー Transformers                                                 | マイケル・ベイ                           | シャイア・ラブーフ、タイリース・ギブソン、ジョシュ・デュアハメル             | アメリカ合衆国の旗                  |                                            |
| The Man from Earth                                                              | リチャード・シェンクマン                 | ジョン・ビリングスレイ                                                       | アメリカ合衆国の旗                  |                                            |
| 鉄ワン・アンダードッグ Underdog                                                 | フレデリック・デュショー                 | ジェイソン・リー、ピーター・ディンクレイジ、ジム・ベルーシ                   | アメリカ合衆国の旗                  | テレビアニメ『ウルトラわんちゃん』の映画化 |
| ベクシル 2077日本鎖国 Vexille                                                   | 曽利文彦                                 |                                                                              | 日本の旗                            | アニメ映画                                 |

### 2008年
| 邦題 原題 英題                                                 | 監督                       | キャスト | 制作国                            | サブジャンル・備考                                                           |
| -------------------------------------------------------------- | -------------------------- | --- | --------------------------------- | ---------------------------------------------------------------------------- |
| エイリアン・レイダース Alien Raiders                           | ベン・ロック               | カルロス・バーナード、マシュー・セント・パトリック、コートニー・フォード、ロックモンド・ダンバー                                                   | アメリカ合衆国の旗                |                                                                              |
| バビロン A.D. Babylon A.D.                                     | マチュー・カソヴィッツ     | ヴィン・ディーゼル、ミシェル・ヨー | フランスの旗 · アメリカ合衆国の旗 |                                                                              |
| ミラクル7号 長江7號 CJ7                                        | チャウ・シンチー           | チャウ・シンチー、シュー・チャオ、キティ・チャン                                                                                                   | 香港の旗                          |                                                                              |
| エンバー 失われた光の物語 City of Ember                        | ギル・キーナン             | シアーシャ・ローナン、ハリー・トレッダウェイ、ビル・マーレイ、マッケンジー・クルック                                                               | アメリカ合衆国の旗                | ジェニー・デュープロによる同名の小説の映画化                                 |
| クローバーフィールド/HAKAISHA Cloverfield                      | マット・リーヴス           | マイケル・スタール＝デヴィッド、マイク・ヴォーゲル、オデット・ユーストマン                                                                         | アメリカ合衆国の旗                | サターン賞SF作品賞受賞                                                       |
| ダンテ01 Dante 01                                              | マルク・キャロ             | ランベール・ウィルソン、ドミニク・ピノン | フランスの旗                      |                                                                              |
| 地球が静止する日 The Day the Earth Stood Stil                  | スコット・デリクソン       | キアヌ・リーブス、ジェニファー・コネリー、ジョン・クリーズ                                                                                         | アメリカ合衆国の旗                |                                                                              |
| 地球が静止した日 The Day the Earth Stopped                     | C・トーマス・ハウエル      | C・トーマス・ハウエル、ジャド・ネルソン | アメリカ合衆国の旗                |                                                                              |
| デス・レース Death Race                                        | ポール・W・S・アンダーソン | ジェイソン・ステイサム、ジョーン・アレン、イアン・マクシェーン                                                                                     | アメリカ合衆国の旗                |                                                                              |
| ドゥームズデイ Doomsday                                        | ニール・マーシャル         | ローナ・ミトラ、ボブ・ホスキンス、マルコム・マクダウェル                                                                                           | イギリスの旗                      |                                                                              |
| イーグル・アイ Eagle Eye                                       | D・J・カルーソー           | シャイア・ラブーフ、ミシェル・モナハン | アメリカ合衆国の旗                |                                                                              |
| G.I.フォース Far Cry                                           | ウーヴェ・ボル             | ティル・シュヴァイガー、エマニュエル・ヴォージア、クレイグ・フェアブラス                                                                           | カナダの旗                        |                                                                              |
| サブリミナル Franklyn                                          | ジェラルド・マックモロー   | ライアン・フィリップ、エヴァ・グリーン、サム・ライリー                                                                                             | イギリスの旗                      |                                                                              |
| ハプニング The Happening                                       | M・ナイト・シャマラン      | マーク・ウォールバーグ, ズーイー・デシャネル, ジョン・レグイザモ                                                                                   | アメリカ合衆国の旗                |                                                                              |
| インクレディブル・ハルク The Incredible Hulk                   | ルイ・レテリエ             | エドワード・ノートン、リブ・タイラー、ティム・ロス                                                                                                 | アメリカ合衆国の旗                |                                                                              |
| アイアンマン Iron Man                                          | ジョン・ファヴロー         | ロバート・ダウニー・Jr、テレンス・ハワード、グウィネス・パルトロー                                                                                 | アメリカ合衆国の旗                |                                                                              |
| ジャンパー Jumper                                              | ダグ・リーマン             | ヘイデン・クリステンセン、サミュエル・L・ジャクソン、レイチェル・ビルソン                                                                          | アメリカ合衆国の旗                |                                                                              |
| LoveStory 2050                                                 | Harry Baweja               | プリヤンカー・チョープラー、Harman Baweja | インドの旗                        |                                                                              |
| デイブは宇宙船 Meet Dave                                       | ブライアン・ロビンス       | エディ・マーフィ、ガブリエル・ユニオン、エド・ヘルムズ                                                                                             | アメリカ合衆国の旗                |                                                                              |
| ミュータント・クロニクルズ The Mutant Chronicles               | サイモン・ハンター         | トーマス・ジェーン、ロン・パールマン、デヴォン青木                                                                                                 | アメリカ合衆国の旗                | 同名のロールプレイングゲームの実写化                                         |
| Obitaemiy Ostrov                                               | Fyodor Bondarchuk          | Sergei Barkovsky、Fyodor Bondarchuk、Pyotr Fyodorov                                                                                                | ロシアの旗                        |                                                                              |
| アウトランダー Outlander                                       | ハワード・マッケイン       | ジェームズ・カヴィーゼル、ジャック・ヒューストン、ソフィア・マイルズ                                                                               | アメリカ合衆国の旗                |                                                                              |
| PROXIMA                                                        | Carlos Atanes              | Oriol Aubets、アンソニー・ブレイク、Arantxa Peña                                                                                                   | スペインの旗                      |                                                                              |
| マインド・シューター Sleep Dealer                              | アレックス・リベラ         | ルイス・フェルナンド・ペーニャ、レオノア・ヴァレラ、ジェイコブ・バルガス                                                                           | メキシコの旗 · アメリカ合衆国の旗 |                                                                              |
| スター・ウォーズ クローン大戦 Star Wars: The Clone Wars        | デイブ・フィローニ         | | アメリカ合衆国の旗                | アニメ映画                                                                   |
| スターゲイト 真実のアーク Stargate: The Ark of Truth           | ロバート・C・クーパー      | ベン・ブロウダー、マイケル・シャンクス、アマンダ・タッピング                                                                                       | アメリカ合衆国の旗 · カナダの旗   | ビデオ映画                                                                   |
| スターゲイト コンティニュアム ザ・ムービー Stargate: Continuum | マーティン・ウッド         | リチャード・ディーン・アンダーソン、ベン・ブロウダー、マイケル・シャンクス、アマンダ・タッピング、クリストファー・ジャッジ、クローディア・ブラック | アメリカ合衆国の旗 · カナダの旗   | ビデオ映画                                                                   |
| ウォーリー WALL-E                                              | アンドリュー・スタントン   | | アメリカ合衆国の旗                | アニメ映画、第81回アカデミー脚本賞ノミネート、アカデミー長編アニメ映画賞受賞 |
| Xファイル：真実を求めて The X-Files: I Want to Believe         | クリス・カーター           | デイヴィッド・ドゥカヴニー、ジリアン・アンダーソン、アマンダ・ピート                                                                               | アメリカ合衆国の旗                |                                                                              |
| 東京残酷警察 Tokyo Gore Police                                 | 西村喜廣                   | しいなえいひ、板尾創路、紅井ユキヒデ | アメリカ合衆国の旗 · 日本の旗     |                                                                              |

### 2009年
| 邦題 原題 英題                                                   | 監督                                     | キャスト | 製作国                                                           | 備考 |
| ---------------------------------------------------------------- | ---------------------------------------- | --- | ---------------------------------------------------------------- | --- |
| 2012                                                             | ローランド・エメリッヒ                   | ジョン・キューザック、アマンダ・ピート、ダニー・グローヴァー、ウディ・ハレルソン                                                   | アメリカ合衆国の旗                                               | |
| 9 〜9番目の奇妙な人形〜 9                                        | シェーン・アッカー                       | | アメリカ合衆国の旗                                               | アニメ映画 |
| Alien Trespass                                                   | R・W・グッドウィン                       | エリック・マコーマック、ジェニー・ベアード ロバート・パトリック、ジョディ・トンプソン、ダン・ラウリア                              | アメリカ合衆国の旗                                               | [ 1 ] |
| アバター Avatar                                                  | ジェームズ・キャメロン                   | サム・ワーシントン、ゾーイ・サルダナ、シガニー・ウィーバー                                                                         | アメリカ合衆国の旗                                               | 3D映画。第82回アカデミー視覚効果賞受賞。                                                                                            |
| Battle for Terra                                                 | キース・コルダー                         | ブライアン・コックス、ジェームズ・ガーナー、エヴァン・レイチェル・ウッド                                                           | アメリカ合衆国の旗                                               | アニメ映画 |
| 運命のボタン The Box                                             | リチャード・ケリー                       | キャメロン・ディアス、ジェームズ・マースデン、フランク・ランジェラ                                                                 | アメリカ合衆国の旗                                               | |
| CARGO カーゴ Cargo                                               | イヴァン・エングラー、ラルフ・エッター   | アンナ＝カタリーナ・シュワブロ、マルティン・ラポルト、マイケル・フィンガー、クロード＝オリヴィエ・ルドルフ、ヤンツォム・ブラウエン | スイスの旗                                                       | |
| ザ・ドア 交差する世界 Die Tür                                    | アノ・サオル                             | マッツ・ミケルセン、 ジェシカ・シュヴァルツ                                                                                        | ドイツの旗                                                       | 原作はアキフ・ピリンチの小説"Die Damalstür"                                                                                         |
| ウォーカー Downstream                                            | シモーネ・バルテサーギ, フィリップ・キム | ジョナソン・トレント, ジョノ・ロバーツ                                                                                             | アメリカ合衆国の旗                                               | [ 2 ] |
| 第9地区 District 9                                               | ニール・ブロムカンプ                     | シャールト・コプリー | アメリカ合衆国の旗 · ニュージーランドの旗 · 南アフリカ共和国の旗 | |
| GAMER Gamer                                                      | ネヴェルダイン/テイラー                  | ジェラルド・バトラー | アメリカ合衆国の旗                                               | |
| G.I.ジョー G.I. Joe: The Rise of Cobra                           | スティーヴン・ソマーズ                   | デニス・クェイド、チャニング・テイタム、ジョセフ・ゴードン＝レヴィット、マーロン・ウェイアンズ                                     | アメリカ合衆国の旗                                               | 第30回ゴールデンラズベリー賞最悪助演女優賞受賞                                                                                      |
| ノウイング Knowing                                               | アレックス・プロヤス                     | ニコラス・ケイジ、ローズ・バーン                                                                                                   | アメリカ合衆国の旗                                               | |
| カンフーサイボーグ 機器侠 Kung Fu Cyborg                         | ジェフ・ラウ                             | 胡軍、ロナルド・チェン、アレックス・フォン                                                                                         | 中華人民共和国の旗 · 香港の旗                                    | |
| マーシャル博士の恐竜ランド Land of the Lost                      | ブラッド・シルバーリング                 | ウィル・フェレル、ダニー・マクブライド、アンナ・フリエル                                                                           | アメリカ合衆国の旗                                               | |
| Mock-Up on Mu                                                    | Craig Baldwin                            | Stoney Burke、Jeri Lynn Cohen、Ed Holmes、Damon Packard                                                                            | アメリカ合衆国の旗                                               | [ 3 ] [ 4 ] |
| モンスターVSエイリアン Monsters vs. Aliens                       | コンラッド・ヴァーノン ロブ・レターマン  | リース・ウィザースプーン、ヒュー・ローリー、キーファー・サザーランド、スティーヴン・コルベア                                       | アメリカ合衆国の旗                                               | アニメ映画 |
| 月に囚われた男 Moon                                              | ダンカン・ジョーンズ                     | サム・ロックウェル, ケヴィン・スペイシー                                                                                           | イギリスの旗                                                     | 第12回英国インディペンデント映画賞 とダグラス・ヒコックス賞（新人監督賞）受賞、第81回ナショナル・ボード・オブ・レビュー新人監督賞。 |
| パンドラム Pandorum                                              | クリスチャン・アルバート                 | デニス・クエイド、ベン・フォスター、キャム・ギガンデット                                                                           | アメリカ合衆国の旗 · ドイツの旗                                  | |
| Planet 51                                                        | Jorge Blanco                             | | スペインの旗 · アメリカ合衆国の旗                                | アニメ映画 |
| PUSH 光と闇の能力者 Push                                         | ポール・マグウィガン                     | クリス・エヴァンス、ダコタ・ファニング、カミーラ・ベル, ジャイモン・フンスー                                                       | アメリカ合衆国の旗 · 香港の旗                                    | |
| ウィッチマウンテン/地図から消された山 Race to Witch Mountain     | アンディ・フィックマン                   | ドウェイン・ジョンソン、カーラ・グギノ、アナソフィア・ロブ                                                                         | アメリカ合衆国の旗                                               | [ 5 ] |
| ザ・ロード The Road                                              | ジョン・ヒルコート                       | ヴィゴ・モーテンセン, コディ・スミット＝マクフィー                                                                                 | アメリカ合衆国の旗                                               | [ 6 ] |
| ロボゲイシャ Robo-geisha                                         | 井口昇                                   | | 日本の旗                                                         | |
| スター・トレック Star Trek                                       | J・J・エイブラムス                       | ザカリー・クイント、クリス・パイン、エリック・バナ、サイモン・ペッグ、レナード・ニモイ、アントン・イェルチン                       | アメリカ合衆国の旗                                               | 第82回アカデミーメイクアップ賞受賞                                                                                                  |
| Stingray Sam                                                     | Cory McAbee                              | Cory McAbee、Joshua Taylor、Michael De Nola、Ron Crawford                                                                          | アメリカ合衆国の旗                                               | |
| サロゲート Surrogates                                            | ジョナサン・モストウ                     | ブルース・ウィリス, ラダ・ミッチェル                                                                                               | アメリカ合衆国の旗                                               | 同名の漫画の実写化 |
| ターミネーター4 Terminator Salvation                             | マックG                                  | クリスチャン・ベール、サム・ワーシントン、ブライス・ダラス・ハワード、アントン・イェルチン、ムーン・ブラッドグッド                 | アメリカ合衆国の旗                                               | |
| きみがぼくを見つけた日 The Time Traveler’s Wife                  | ロベルト・シュヴェンケ                   | エリック・バナ, レイチェル・マクアダムス                                                                                           | アメリカ合衆国の旗                                               | オードリー・ニッフェネガーの小説『きみがぼくを見つけた日』の実写化                                                                  |
| トランスフォーマー: リベンジ Transformers: Revenge of the Fallen | マイケル・ベイ                           | シャイア・ラブーフ、ミーガン・フォックス、ジョシュ・デュアメル                                                                     | アメリカ合衆国の旗                                               | 第30回ゴールデンラズベリー賞最低作品賞ほか受賞                                                                                      |
| ウォッチメン Watchmen                                            | ザック・スナイダー                       | ジャッキー・アール・ヘイリー、パトリック・ウィルソン マリン・アッカーマン、ビリー・クラダップ、マシュー・グッド                    | アメリカ合衆国の旗                                               | アラン・ムーアによる同名の漫画の実写化                                                                                              |